# شیا ویگهام
شیا ویگهام (به انگلیسی: Shea Whigham) (زاده ۵ ژانویهٔ ۱۹۶۹) بازیگر آمریکایی است.
از فیلم‌های معروف او می‌توان به بازی در گرفتن .۴۴، بدون توقف، کونگ: جزیره جمجمه، گرگ وال استریت، دفتر مرگ، سرزمین ببر، بیمه عمر، بری ماندی، مرد خانه، همه دختران واقعی، اولین برف، ویلمن، دروازه و هوم کامینگ اشاره کرد.